# María José Guerra Palmero
María José Guerra Palmero (San Cristóbal de La Laguna, 1962) es una filósofa, escritora y teórica feminista española. Es Doctora en Filosofía y catedrática del área de Filosofía Moral de la Facultad de Humanidades de la Universidad de La Laguna. Desde 2017 es presidenta de la Red Española de Filosofía. Desde julio de 2019 hasta el 25 de mayo de 2020 fue Consejera de Educación, Universidades Cultura y Deportes del Gobierno de Canarias.

## Trayectoria
Estudió Filosofía en la Facultad de Filosofía (Universidad de La Laguna). En 1985 se presentó a las oposiciones a Profesora Agregada de Bachillerato y trabajó en diferentes institutos de Enseñanza Media hasta 1992. En 1991 presentó su tesis de licenciatura con el título “Postmodernidad y sujeto: el caso Vattimo”. En 1996 leyó su tesis doctoral sobre “Identidad moral e intersubjetividad. Habermas y la crítica feminista”, que fue calificada como apto cum laude por unanimidad.
Durante su formación postdoctoral realizó dos estancias de investigación en Estados Unidos, la primera, invitada por la profesora Nancy Fraser, en la New School for Social Research, New York University,  en el otoño de 1997, y la segunda, en el Center for European Studies, Harvard University, en el otoño de 1998 invitada por la profesora Seyla Benhabib. Tras obtener la beca de movilidad de investigadores Salvador de Madariaga realizó una estancia de estudios en el Institute for Environment, Philosophy and Public Policy  en la Universidad de Lancaster desde septiembre de 2005 hasta marzo de 2006.
Ha dirigido las dos ediciones del Máster en Estudios Feministas, Políticas de Igualdad y Violencia de Género de la Universidad de La Laguna (2005-2007) y (2007-2009). En la actualidad, es profesora del Máster Universitario en Género y Políticas de Igualdad de la citada universidad. Ha sido Directora del Instituto Universitario de Estudios de las Mujeres de la Universidad de La Laguna desde 2010 a 2012.
Participa en el Doctorado en Estudios Interdisciplinarios de Género, programa que coordina la Universidad Autónoma de Madrid y en el que colaboran grupos de investigación en género de nueve universidades españolas (Universidad Autónoma de Madrid, Universidad de Alcalá, Universidad de Alicante, Universidad de Huelva, Universidad Islas Baleares, Universidad Jaime I de Castellón, Universidad de La Laguna, Universidad Rey Juan Carlos y el Centro Superior de Investigaciones Científicas (CSIC)). Asimismo, es Coordinadora por la Universidad de La Laguna del Doctorado Interuniversitario en Filosofía que coordina la Universidad de Murcia y en el que participan seis universidades (Universidad de Alicante; Universidad de Almería; Universidad de Castilla-La Mancha; Universidad de La Laguna; Universidad de Zaragoza; Universidad de Murcia). Es Investigadora Principal del Proyecto I+D FFI2011-24120, titulado “Justicia, Ciudadanía y Género. Feminización de las Migraciones y Derechos Humanos” en el que participan investigadoras e investigadores españoles, estadounidenses y mexicanos.
Desde el 2008 es directora de la revista Cuadernos del Ateneo, revista cultural del Ateneo de la Laguna. También es miembro de los consejos de redacción de las revistas Clepsydra. Revista de estudios del género y teoría feminista”. Y de Laguna, revista de Filosofía, a la vez que forma parte del consejo asesor de varias revistas de filosofía. Sus líneas de investigación incluyen la teoría ética y política contemporánea, los feminismos filosóficos y la ética aplicada, especialmente, la bioética, la ética de las migraciones y la ética ecológica.
Es miembro del Comité de Ética de la Investigación de la Universidad de La Laguna desde el año 2011. En la actualidad dirige el Centro de Estudios Ecosociales de la ULL y desde 2015 es presidenta de la Red Española de Filosofía.

## Colaboraciones en obras colectivas
- 2017: “Apunte sobre geopolítica de la prostitución. Escalas, localizaciones y factor migratorio" en Nuño Gómez, Laura y De Miguel Álvarez, Ana (dirs.), Fernández Montes, Lidia (coord.), Elementos para una teoría crítica del sistema prostitucional, Granada, Editorial Comares, pp. 1-17.
- 2014: “Ecofeminismos materialistas. Política de la vida y política del tiempo en Mary Mellor” en Alicia Puleo (ed.) Ecología y género en diálogo interdisciplinar. Plaza y Valdés, Madrid, pp.377-388.
- 2014: “El reto del cuidado. Autonomía, vínculos y ética feminista” en Pérez Chico, D. y García Ruiz, A. (eds) Perfeccionismo. Entre la ética pública y la autonomía personal. Prensas de la Universidad de Zaragoza, pp.73-94.
- 2013: “¿Hacia una ontología de la carne? Una exploración preliminar desde el feminismo.” En R. Rodríguez Aramayo y Concha Roldán (eds.) Mundos posibles. El magisterio de Antonio Pérez Quintana, Plaza y Valdés, pp. 217 -232.
- 2013: “Biopolítica, Género e Interseccionalidad” en Pilar Folguera (ed.) Género y envejecimiento, pp. 123-140 Servicio de Publicaciones de la Universidad Autónoma de Madrid.
- 2012: “Feminismos, bioética y biopolítica. Normatividad social y cuerpos” en Fernández Agis, D. y Ángela Sierra (eds.) La biopolítica en el mundo actual. Laertes, Barcelona, pp.137-152
- 2012: “¿Tiene género la justicia? Notas sobre el androcentrismo como tácita antropología normativa” en Pedro Luis Blasco (ed.) La justicia entre la moral y el derecho, Madrid, Trotta, pp. 153-173.
- 2011: “Feminismos, bioética y biopolítica. Normatividad social y cuerpos.” En Mireia Calafell y Aina Pérez (eds.) El cuerpo en mente. Versiones del ser desde el pensamiento contemporáneo. Barcelona, Editorial UOC, pp. 191-198.
- 2011: “Feminización de las migraciones, globalización y ciudadanía. Apuntes para un feminismo trasnacional.” En Ángela Sierra y Mª Lourdes C. González-Luis (eds.) Razón, utopía y ética de la emancipación. Barcelona, Laertes, Serie Logoi, pp. 77-93.
- 2011: “Migraciones, feminismo y multiculturalismo:¿cómo trazar los límites de lo tolerable? En D. Serrano (ed.) ¿Visibles o invisibles? Mujeres migrantes, culturas y sociedades. Madrid. Plaza y Valdés, pp.41-54.
- 2010: “Foucault y los feminismos: encuentros y desencuentros” en Domingo Fernández Agis y Ángela Sierra (eds.) Aproximaciones a la Filosofía Francesa. Barcelona, Laertes.
- 2010: “Violencia de género y cambio social feminista. A propósito de Te doy mis ojos de Iciar Bollaín.” en Javier Castañeda y Elena Gámez (eds.) Claves Psicosociales a través del cine. Sta Cruz de Tenerife. Ediciones Idea.
- 2010: “Universalismo, derechos humanos y perspectiva de género. Apuntes sobre teoría y praxis feminista” en Marián López Fdez-Cao y Luisa Posada Kubissa, (eds.) Pensar con Célia Amorós. Madrid, Editorial Fundamentos, pp. 93-106.
- 2008: “Género e igualdad en Habermas” en Alicia Puleo (Coord.) El reto de la igualdad. Madrid. Biblioteca Nueva. pp. 158-176.
- 2007: “Contrailustración y antifeminismo: los fundamentalismos religiosos” en Celia Amorós y Luisa Posada Kubissa (coords.) Multiculturalismo y Feminismo. Instituto de la Mujer. pp. 88-100.
- 2007: “Democracia paritaria e inclusión: reflexiones feministas” en Angela Sierra y Mª del Pino de la Nuez (eds.) La democracia paritaria como sistema de garantías. Barcelona, Laertes, 2007. pp. 71-85.
- 2007: “Sexo, género y salud: demandas de igualdad y justicia” en A. Puyol y H. Rodríguez (eds.) Bioética, justicia y globalización, San Sebastián, Erein, 2007, pp.113-147.
- 2006: “Nancy Fraser” en María José Guerra y Ana Hardisson (eds.) 20 Pensadoras del siglo XX, Oviedo, Nobel, pp. 147-167.
- 2006: “Algunas notas sobre feminismo global: mujeres, culturas e igualdad” en María Luisa Femenías (comp.) Feminismo de Paris a La Plata, Buenos Aires, Catálogos, 2006. pp.  81-96.
- 2005: Con Dolores Serrano Niza. “Una crítica feminista a la “justificación cultural”, en Virginia Maqueira et al. (eds.) Democracia, Feminismo y Universidad en el siglo XXI, Publicaciones de la Universidad Autónoma de Madrid.
- 2005: “Gender at Stake: Some Debates in Feminist Theory” en Elisabeth de Sotelo (ed.) New Women in Spain. Sociopolitical and Philosophical Approaches in Feminist Thought. Frankfurt, Verlag pp.156-171.
- 2004: “¿Un vínculo privilegiado mujer –naturaleza? Rachel Carson y el tránsito de la sensibilidad naturalista a la conciencia ecológica.” En M. L. Cavana, Alicia Puleo y C. Segura  (eds.) Mujeres y Ecología: Historia, Pensamiento y Sociedad,  Madrid, Laya, pp. 119-128.
- 2004: “Ecofeminismos: la sostenibilidad de la vida humana como problema” en J. Riechmann (coord.) Ética ecológica: propuestas para una reorientación, Montevideo, Nordan,  pp.227-234.
- 2004: “Ciudadanía inclusiva: estimando las propuestas de Young y Bourdieu” en Fina Birulés y M. I. Peña Aguado (eds.) La passió per la llibertat. Acció, passió i política. Controvérsies feministes. Barcelona, Univeristat de Barcelona, pp.461-466
- 2002: “Biotecnologías: calibrando el desafío ético” en J. M. de Cózar (Ed.) Tecnología, civilización y barbarie, Madrid, Anthropos, pp. 157-186.
- 2001: “Nancy Fraser. La justicia como redistribución y reconocimiento” en R. Máiz (Ed.) Teorías políticas contemporáneas. Valencia. Ed. Tirant lo Blanch, 2001.
- 1999: “Espacios académicos y estudios de la mujer: apuntes para una reflexión.” en M. José Guerra y M. Eugenia Monzón (Eds.), Mujeres, espacios y tiempos. Análisis desde una perspectiva de género. Instituto Canario de la Mujer. 1999. Pp. 145-175.
- 1999: “Hannah Arendt: una mujer irrumpe en la genealogía filosófica” en M. Eugenia Monzón e Inmaculada Perdomo (Eds.) Discursos de las mujeres, discursos sobre las mujeres. Instituto Canario de la Mujer. pp. 85-123.
- 1998: “Reproducción y tecnología: avistando el “riesgo simbólico” en Amparo Gómez y Justine Tally (Eds.) La construcción cultural de lo femenino. Instituto Canario de la Mujer, pp. 151-169.
- 1997: “Mujeres y fin de siglo: el desafío feminista a la ética” en Gabriel Bello Reguera y otros. Ética y modernidad. La Laguna, Ateneo de La Laguna. pp. 30-52.

## Artículos de revistas
- 2014: “Feminismo transnacional, globalización y derechos humanos” en Dilemata. Revista Internacional de Éticas Aplicadas, año 6, n.º 15, pp. 161-169.
- 2014: “Cuerpos, géneros y diferencia(s)”, en Daimon, Revista Internacional de Filosofía, n.º 63, pp. 7-11.
- 2013: “Nancy Fraser. Justicia desbordada. Anormalidades y deslocalizaciones", en L´Espill, n.º 42, pp. 201-211.
- 2013: “Fronteras y migraciones. La crisis de los cayucos en las Islas Canarias y la ceguera del liberalismo igualitarista”, en Dilemata. Revista Internacional de Éticas Aplicadas, año 5, n.º 12, pp. 75-94.
- 2012: “Migraciones, género y ciudadanía”, en Astrolabio. Revista internacional de filosofía, n.º 13, pp. 201-210.
- 2012: “Filosofía, bioética y estatuto del embrión. Una reconstrucción histórico-crítica del concepto de persona”, en Perspectivas Bioéticas, n.º 32, año 17,  pp.45-67.
- 2011: “Luces y sombras del legado ilustrado”, en Cuadernos del Ateneo de La Laguna Archivado el 8 de enero de 2015 en Wayback Machine., n.º 29,  pp. 66-76.
- 2011: “Arendt y los feminismos contemporáneos. Ontología y Política.”, en Daimon, Revista Internacional de Filosofía, Suplemento, 4, pp. 195-204.[8]
- 2011: “La mujer filósofo o la más “antinatural” de las criaturas. En torno a Simone de Beauvoir y su obra El Segundo sexo”, en Revista Valenciana. Estudios de Filosofía y Letras, Nueva Época, año 4, núm. 7, enero-junio pp.131-146
- 2010: “Justicia global y analítica de las desigualdades. Pobreza y género.”, en Isegoría. Revista de Filosofía Moral y Política, n.º 43, pp. 271-282.
- 2009: “Vivir con los otros y/o vivir para los otros. Autonomía, vínculos y ética feminista”, en Dilemata. Revista Internacional de Éticas Aplicadas. Año 1, n.º 1, pp. 71-83.
- 2009: “Hannah Arendt sobre Rahel Varnhagen. A propósito de marginaciones existenciales”, en Boletín Millares Carlo. N.º 28, pp. 3-20.
- 2008: “Culturas, género y violencia: prácticas lesivas y derechos de las mujeres”, en Isegoría. Revista de Filosofía Moral y Política. N.º 38, enero-junio pp. 61-76.
- 2007: “Aportaciones feministas a un debate en curso”, en Thémata, Revista de Filosofía, n.º 39, pp. 59-65.[9]
- 2006: “Mujer, individuo y comunidad. Notas sobre una controversia crítico-feminista”, en Laguna, Revista de Filosofía, n.º 18.
- 2006: “Apuntes sobre bioética y feminismo: el caso español”, en Perspectivas Bioéticas', año 11, n.21, Monográfico. Bioética y Género. Vol. II. pp. 13-27.
- 2005: Con Arantxa Hernández “Mujeres, desarrollo y medioambiente: hacia una teoría ecofeminista de la justicia”, en Isegoría. Revista de Filosofía Moral y Política, n.º 32, pp. 185.
- 2005: “(In)tolerancia, género y culturas: el debate entre feminismos y multiculturalismo.” en Riff Raff. Revista de Pensamiento y Cultura, n.º 27, pp. 117-128.
- 2004: “Género y reproducción: discursos sobre la apropiación del cuerpo de las mujeres”, en Perspectivas Bioéticas', nº 16, pp. 17-30.
- 2003: “Ecofeminismos: la sostenibilidad de la vida humana como problema” en Ilé. Anuario de Ecología, Cultura y Sociedad. La ** * 2002: “Feminismo y multiculturalismo: una tensa relación”, en Cuadernos del Ateneo de La Laguna Archivado el 8 de enero de 2015 en Wayback Machine., n.º 12, Mayo. Pp. 10-12.
- 2002: “Presente y futuro de la bioética en España: de la normalización al horizonte global”, en Isegoría. Revista de Filosofía Moral y Política, n.º 27, diciembre, pp. 181-192.
- 2001: “Humanismo y cultura moral: literatura, vida e igualdad democrática”, en Cuadernos del Ateneo de La Laguna Archivado el 8 de enero de 2015 en Wayback Machine., n.º 11, diciembre, pp. 19-21.
- 2000: “Democracia y diferencias: la demanda de participación efectiva”, en Disenso. Revista Canaria de análisis y opinión, n.º 29, mayo, pp. 8-9.'
- 2000: “Apostar por el feminismo global” en Leviatán. Revista de Hechos e Ideas, 80, pp. 101-116.
- 2000: “Género: debates feministas en torno a una categoría” en Arenal. Revista de historia de las mujeres, Vol 7, n.º 1, pp. 207-230.
- 1999: “Controversias en torno a la recepción crítico-feminista de la obra de Hannah Arendt.” En Los universalismos, Laguna, Revista de Filosofía, volumen extraordinario, pp. 385-394.
- 1999: “La disputa en torno a la comunidad o la deriva antifundamentalista del continente habermasiano”, en Isegoría. Revista de Filosofía Moral y Política. Sujeto y comunidad. Mayo, pp. 67-88.
- 1998: “Identidad: tres pinceladas destinadas a emborronar un retrato”, en Cuadernos del Ateneo de La Laguna Archivado el 8 de enero de 2015 en Wayback Machine., n.º 5, pp. 153-4.
- 1997: “¿”Subvertir” o “situar” la identidad? Las estrategias teórico-feministas de Judith Butler y Seyla Benhabib”, en Daimon, Revista Internacional de Filosofía, n.º 14, pp. 143-154.
- 1997: “Hacia una ética feminista: tareas, problemas y controversias”, en Laguna, Revista de Filosofía, nº 4, pp. 181-198
- 1996: “Nota sobre la Postmodernidad: lugares comunes e implicaciones filosóficas”, en Cuadernos del Ateneo de La Laguna Archivado el 8 de enero de 2015 en Wayback Machine., año 1, n.º 1, pp. 78-79.
- 1994: “Individualización por vía de interiorización o el redoblarse de la reflexividad”, en Laguna, Revista de Filosofía, nº 2, pp. 93-112